# Campionatul Mondial de Semimaraton din 1996
A 5-a ediție a Campionatului Mondial de Semimaraton s-a desfășurat pe 29 septembrie 1996 la Palma de Mallorca, Spania. Au participat 206 sportivi din 53 de țări.

## Rezultate

### Masculin
| Loc | Sportiv                | Timp    |
| --- | ---------------------- | ------- |
| 1   | Stefano Baldini        | 1:01:17 |
| 2   | Josephat Kiprono       | 1:01:30 |
| 3   | Tendai Chimusasa       | 1:02:00 |
| 4   | Carlos de la Torre     | 1:02:03 |
| 5   | Toshiyuki Hayata       | 1:02:05 |
| 6   | Neema Tuluway          | 1:02:30 |
| 7   | Delmir dos Santos      | 1:02:44 |
| 8   | Alejandro Gómez        | 1:02:47 |
| 9   | Giacomo Leone          | 1:02:48 |
| 10  | Stéphane Schweickhardt | 1:02:49 |

| Loc | Țară                                                                      | Timp                            |
| --- | ------------------------------------------------------------------------- | ------------------------------- |
|     | Italia Stefano Baldini (1) Giacomo Leone (9) Vincenzo Modica (17)         | 3:07:42 1:01:17 1:02:48 1:03:37 |
|     | Spania Carlos de la Torre (4) Alejandro Goméz (8) José Manuel García (23) | 3:08:36 1:02:03 1:02:47 1:03:46 |
|     | Japonia Toshiyuki Hayata (5) Masatoshi Ibata (12) Katsuhiko Hanada (14)   | 3:08:43 1:02:05 1:03:07 1:03:31 |

### Feminin
| Loc   | Sportivă          | Timp    |
| ----- | ----------------- | ------- |
| 1     | Ren Xiujuan       | 1:10:39 |
| 2     | Lidia Șimon       | 1:10:57 |
| 3     | Aurica Buia       | 1:11:01 |
| 4     | Nuța Olaru        | 1:11:07 |
| 5     | Kanako Haginaga   | 1:11:18 |
| 6     | Christine Mallo   | 1:12:24 |
| 7     | Firia Sultanova   | 1:12:34 |
| 8     | Heather Turland   | 1:12:46 |
| 9     | Zahia Dahmani     | 1:12:47 |
| 10    | Lucilla Andreucci | 1:12:50 |
| [...] |                   |         |
| 11    | Cristina Pomacu   | 1:13:05 |
| –     | Cristina Burcă    | DS      |

1. ↑  Cristina Burcă a terminat pe locul 8 (1:12:37), dar a fost descalificată ulterior.[3][4]

| Loc | Țară                                                                   | Timp                            |
| --- | ---------------------------------------------------------------------- | ------------------------------- |
|     | România · Lidia Șimon (2) · Aurica Buia (3) · Nuța Olaru (4)           | 3:33:05 1:10:57 1:11:01 1:11:07 |
|     | Franța Christine Mallo (6) Zahia Dahmani (9) Muriel Linsolas (15)      | 3:38:44 1:12:24 1:12:47 1:13:33 |
|     | Italia Lucilla Andreucci (10) Annalisa Scurti (16) Sonia Maccioni (24) | 3:41:28 1:12:50 1:13:41 1:14:57 |

## Clasament pe medalii
| Loc   | Țară     | Aur | Argint | Bronz | Total |
| ----- | -------- | --- | ------ | ----- | ----- |
| 1     | Italia   | 2   | 0      | 1     | 3     |
| 2     | România  | 1   | 1      | 1     | 3     |
| 3     | China    | 1   | 0      | 0     | 1     |
| 4     | Franța   | 0   | 1      | 0     | 1     |
| 4     | Kenya    | 0   | 1      | 0     | 1     |
| 4     | Spania   | 0   | 1      | 0     | 1     |
| 7     | Japonia  | 0   | 0      | 1     | 1     |
| 7     | Zimbabwe | 0   | 0      | 1     | 1     |
| Total | Total    | 4   | 4      | 4     | 12    |